# Maisons-lès-Soulaines
Maisons-lès-Soulaines è un comune francese di 82 abitanti situato nel dipartimento dell'Aube nella regione del Grand Est.

## Società

### Evoluzione demografica
Abitanti censiti